# Смеречка
Смере́чка — село  в Стрілківській сільській громаді в Україні, у Самбірському районі (до 2020 — Старосамбірському) Львівської області. Населення становить 267 осіб. 

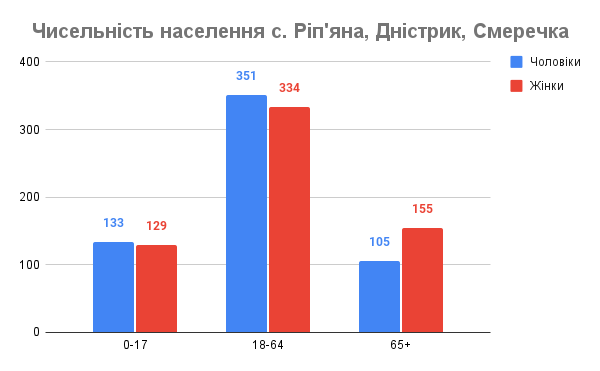
Чисельність населення с. Ріп'яна, Дністрик, Смеречка, 2021

Розташоване на території західної частини Львівської області у південно-західному напрямі від колишнього районного центру Старий Самбір, за 20 кілометрів від залізничної станції в с. Стрілки. Відстань до кордону з Польщею 14 км. Славиться лікувальними джерелами.

## Історія села Смеречка
Староста Самбірський, розміщує в 1567 р. с. Смеречку над потоком. Впровадження осадників і поселення їх у селі, яке мало виникнути, доручив Андрію і Павлові Косовищам, Андрієві Таламусові та Івану Сенчовичу. Місця ці стали затверджені королем Зіґмундом Августом 15.11.1567 р. Село Смеречка поселено на 95 ланах.
У 1938 році в селі проживало 630 греко-католиків, 8 римо-католиків та 42 жиди.
Село виселяли тричі. Восени 1946(47) р. виселено 4 сім'ї.
Літо 1949 р. — вбито Тітова, 2-го секретаря Райкому партії, закріплений за Смеречкою. Вбивця з с. Жукотина, якого знайшли через пів року (восени його вбили прикордонники, знайшли автомат Тітова), вивезли 33 сім'ї в Хабаровський край.
Весною 1953 р. все село вивезли на Херсонщину, залишилися тільки руїни. Після смерті Сталіна люди поверталися в рідні місця.
У 1957 р. було дано дозвіл на поселення в с. Смеречка. При поверненні в село люди почали будувати нові хати, зробивши дорогу. 
В 1980 році почав ходити рейсовий автобус. В селі є церква і 2 каплички. Церкву збудовано в 1887 р., а в 1947 було побудовано каплицю чоловіками, що повернулися з війни.
У верхній частині села в 2003 р. побудовано ще одну капличку. В селі є початкова школа, будинок культури, ФАП, працює 2 магазини. У 2021 році ФАП та початкову школу закрили.

## Церква Свв. Апостолів Петра і Павла (Св. Архистратига Михаїла)
Ця церква є пам'яткою архітектури місцевого значення (охоронний номер 2403-м).

### Перша храмова будівля XVI ст.
6 квітня 1567 року самбірський староста Ян Стажеховський видав привілей на осадження нового села на сирому корені та дозволив збудувати церкву й надав парохію Симку Мишковичу. У податковому реєстрі 1577 року є перша згадка про церкву.
Не збереглося жодних даних про церкву у XVII - першій половині XVIII ст. Візитатор 1743 року залишив її коротенький опис: "Церква Св. арх. Михайла стародавня, з дерева збудована з трьома верхами, гонтами вкрита...Підлоги всередині немає..."

### Друга храмова будівля 1750-х рр.

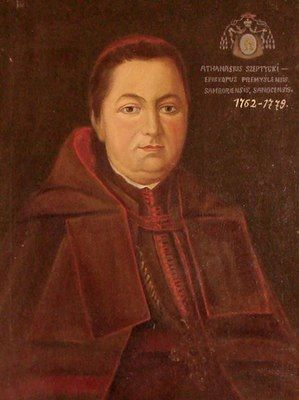
Атанасій Шептицький (1723-1779) - єпископ Перемишльський УГКЦ, який надав привілей для церкви у селі Смеречка у 1763 році.

На початку 1750-х років в селі виставили нову дерев'яну церкву на громадському грунті, привілей якій надав 1763 року тодішній перемишський єпископ УГКЦ Атаназій Шептицький. Проте ця церква згоріла на початку 1780-х років. 

### Третя храмова будівля 1784 р.
Нову дерев'яну церкву громада звела коло 1784 року. У "Специфікації", укладеній 1803 року, вона так описана: "Церква Св. арх. Михайла з дерева вибудувана, за фундаменти має камені по кутах підкладені, під дахом гонтовим". 

### Четверта храмова будівля 1887 р.
Будівля храму загрожувала заваленням, тому її розібрали і на її місці звели нову церкву у 1887 році. На будову церкви цісар Франц Йосиф ІІ виділив 100 золотих ринських. 
Це дерев'яна тризрубна триверха будівля бойківського типу. Наметові чотирибічні верхи мають два заломи над бабинцем і вівтарем та три над навою.
Про її автора, Гаврила Романа, повідомляє різьблений напис на поперечній балці хрестової стяжки бабинця. Будівничий Гаврило Роман відомий своїми досконалими дерев'яними церквами бойківського типу в Розлучі та Зубриці на Турківщині. Іконостас для церкви намалював маляр Адольф Нікльош... 1890 року звели нову дерев'яну дзвіницю.
У 1918 році, після ремонту, церкву переосвятили на Св. апп. Петра і Павла. 
До 1946 року це була матірна церква парафії Св. апп. Петра і Павла (до складу парафії входила дочірня церква с. Ріп'яна) Жукотинського деканату Перемишльсько-Самбірсько-Дрогобицької єпархії УГКЦ.
Після Другої світової війни та окупації цих земель комуністичною владою срср у 1946 році греко-католицька парафія села Смеречка перейшла до Російської Православної Церкви.
Церква стояла зачиненою від 1957 (за іншими даними - 1960) до 1989 року, коли була відкрита як парафія РПЦ. У 1991 році було прийняте рішення про почергове служіння у храмі греко-католицької та православної (за одними даними - УАПЦ, за іншими - УПЦ КП) громад, однак воно не було виконане.
При вівтарі від півдня у 1992 році добудована прямокутна ризниця.
Стіни в інтер'єрі церкви вкриті розписами орнаментального характеру у 1994 році.
Іконостас класицистичний чотириярусний, різьблений і золочений, ХІХ ст., з іконами академічного письма пензля Адольфа Нікльоша.
У 1941 році жителі Смеречки збудували богослужбову каплицю Успення Пресвятої Богородиці.
У 2002 році греко-католицька громада збудувала в селі муровану каплицю Пресвятої Євхаристії.